# Governo Cameron I
Il Governo Cameron I è stato il novantaquattresimo governo del Regno Unito in carica dall'11 maggio 2010 all'8 maggio 2015. Si tratta di un governo di coalizione tra il Partito Conservatore e i Liberal Democratici. È stato il primo, e finora unico, governo di coalizione del Regno Unito dai tempi della Seconda Guerra Mondiale.
In seguito alle elezioni generali del 7 maggio 2015 David Cameron ha formato un nuovo governo, questa volta a maggioranza conservatrice.

## Storia
In seguito alle elezioni generali del 6 maggio 2010, nessun partito è riuscito ad ottenere la maggioranza assoluta dei seggi alla Camera dei comuni, situazione che non accadeva dal 1974.
Arrivato primo con il 36,1% dei voti, il Partito Conservatore, guidato da Cameron, è riuscito a stringere un'alleanza con i Liberal Democratici di Nick Clegg, distintosi durante la campagna elettorale, mentre il Primo ministro laburista uscente Gordon Brown ha dovuto ammettere la sconfitta nel formare una coalizione con i Liberal Democratici; in seguito a ciò Cameron è stato nominato Primo ministro del Regno Unito dalla regina Elisabetta II nella serata dell'11 maggio 2010.
Il giorno successivo Clegg viene ufficialmente designato come Vice primo ministro, posto lasciato vacante da Gordon Brown tra il 2007 e il 2010. Nello stesso giorno viene costituito il nuovo Gabinetto del Regno Unito: su ventiquattro ministri, cinque provengono dalle file dei Liberal Democratici, a cui vengono assegnati portafogli importanti come gli Affari, l'Energia e la Scozia.
All'interno del governo, tre membri eminenti del Partito Conservatore siedono nel Consiglio dei ministri: Kenneth Clarke, già ministro con Margaret Thatcher e John Major, William Hague, già leader dei Conservatori all'epoca della sconfitta durante le elezioni del 2001, e Iain Duncan Smith, anch'egli leader dei Tories tra il 2001 e il 2003.
La coalizione fra il Partito Conservatore e i Liberal Democratici, il cui sostegno è stato indispensabile per avere una maggioranza parlamentare, dispone di 363 deputati su 650, ovvero il 55,8% dei seggi alla Camera dei comuni.
Il 4 settembre 2012 Cameron decide di procedere con un importante rimpasto di governo: tra i ministri interessati, Kenneth Clarke, già Lord cancelliere e Segretario di Stato per la giustizia, viene semplicemente nominato "ministro senza portafoglio", mentre Patrick McLoughlin, Theresa Villiers, Maria Miller e David Jones, considerati molto vicini al capo del governo, vengono nominati ministri per la prima volta.
Il 15 luglio 2014, a pochi mesi dalle imminenti elezioni generali, dall'esito allora molto incerto, Cameron decide un nuovo rimpasto, questa volta più ampio, al fine di ringiovanire il suo gabinetto e di aumentarne la componente femminile; oltre all'abbandono di Clarke, congedato dal Primo ministro, il segretario di Stato per gli affari esteri e del Commonwealth Hague viene nominato Leader della Camera dei comuni, mentre il segretario di Stato per la difesa Philip Hammond lo sostituisce a capo della diplomazia e tre donne (Nicky Morgan, Elizabeth Truss e Tina Stowell) completano il gabinetto.
In seguito alle elezioni del 2015, i Conservatori raggiungono una maggioranza risicata, con 331 deputati, ovvero il 50,9% dei seggi alla Camera dei comuni.

## Situazione Parlamentare
| Camera | Collocazione | Partiti | Seggi     |
| ------ | ------------ | --- | --------- |
| Camera | Maggioranza  | Conservatori (306), Liberal Democratici (57) | 363 / 650 |
| Camera | Opposizione  | Laburisti (258), Partito Nazionale Scozzese (6), Partito Unionista Democratico (8),Sinn Féin (5),Plaid Cymru (3),Partito Verde di Inghilterra e Galles (1),Partito per l'Indipendenza del Regno Unito (1),Partito Social Democratico e Laburista (3),Partito dell'Alleanza dell'Irlanda del Nord (1) | 287 / 650 |

## Composizione
| Carica                                                                | Titolare | Titolare | Titolare                              | Partito             |
| --------------------------------------------------------------------- | -------- | -------- | ------------------------------------- | ------------------- |
| Primo ministro Primo lord del tesoro Ministro della funzione pubblica |          |          | David Cameron                         | Conservatore        |
| Vice primo ministro del Regno Unito Lord presidente del Consiglio     |          |          | Nick Clegg                            | Liberal Democratico |
| Primo Segretario di Stato                                             |          |          | William Hague                         | Conservatore        |
| Affari esteri e Commonwealth                                          |          |          | William Hague (fino al 15/07/2014)    | Conservatore        |
| Affari esteri e Commonwealth                                          |          |          | Philip Hammond                        | Conservatore        |
| Cancelliere dello Scacchiere                                          |          |          | George Osborne                        | Conservatore        |
| Lord cancelliere Giustizia                                            |          |          | Kenneth Clarke (fino al 04/09/2012)   | Conservatore        |
| Lord cancelliere Giustizia                                            |          |          | Chris Grayling                        | Conservatore        |
| Affari interni                                                        |          |          | Theresa May                           | Conservatore        |
| Difesa                                                                |          |          | Liam Fox (fino al 14/10/2011)         | Conservatore        |
| Difesa                                                                |          |          | Philip Hammond (fino al 15/07/2014)   | Conservatore        |
| Difesa                                                                |          |          | Michael Fallon                        | Conservatore        |
| Affari, innovazione e competenze Presidente del Board of Trade        |          |          | Vince Cable                           | Liberal Democratico |
| Lavoro e pensioni                                                     |          |          | Iain Duncan Smith                     | Conservatore        |
| Energia e cambiamenti climatici                                       |          |          | Chris Huhne (fino al 03/02/2012)      | Liberal Democratico |
| Energia e cambiamenti climatici                                       |          |          | Edward Davey                          | Liberal Democratico |
| Salute                                                                |          |          | Andrew Lansley (fino al 04/09/2012)   | Conservatore        |
| Salute                                                                |          |          | Jeremy Hunt                           | Conservatore        |
| Istruzione                                                            |          |          | Michael Gove (fino al 15/07/2014)     | Conservatore        |
| Istruzione                                                            |          |          | Nicky Morgan                          | Conservatore        |
| Comunità e affari locali                                              |          |          | Eric Pickles                          | Conservatore        |
| Trasporti                                                             |          |          | Philip Hammond (fino al 14/10/2011)   | Conservatore        |
| Trasporti                                                             |          |          | Justine Greening (fino al 04/09/2012) | Conservatore        |
| Trasporti                                                             |          |          | Patrick McLoughlin                    | Conservatore        |
| Ambiente, l'alimentazione e affari rurali                             |          |          | Caroline Spelman (fino al 04/09/2012) | Conservatore        |
| Ambiente, l'alimentazione e affari rurali                             |          |          | Owen Paterson (fino al 15/07/2014)    | Conservatore        |
| Ambiente, l'alimentazione e affari rurali                             |          |          | Elizabeth Truss                       | Conservatore        |
| Sviluppo internazionale                                               |          |          | Andrew Mitchell (fino al 04/09/2012)  | Conservatore        |
| Sviluppo internazionale                                               |          |          | Justine Greening                      | Conservatore        |
| Irlanda del Nord                                                      |          |          | Owen Paterson (fino al 04/09/2012)    | Conservatore        |
| Irlanda del Nord                                                      |          |          | Theresa Villiers                      | Conservatore        |
| Scozia                                                                |          |          | Danny Alexander (fino al 29/05/2010)  | Liberal Democratico |
| Scozia                                                                |          |          | Michael Moore (fino al 07/10/2013)    | Liberal Democratico |
| Scozia                                                                |          |          | Alistair Carmichael                   | Liberal Democratico |
| Galles                                                                |          |          | Cheryl Gillan (fino al 04/09/2012)    | Conservatore        |
| Galles                                                                |          |          | David Jones (fino al 15/07/2014)      | Conservatore        |
| Galles                                                                |          |          | Stephen Crabb                         | Conservatore        |
| Donne e uguaglianze (fino al 09/04/2014 - dal 15/07/2014)             |          |          | Theresa May (fino al 04/09/2012)      | Conservatore        |
| Donne e uguaglianze (fino al 09/04/2014 - dal 15/07/2014)             |          |          | Maria Miller (fino al 09/04/2014)     | Conservatore        |
| Donne e uguaglianze (fino al 09/04/2014 - dal 15/07/2014)             |          |          | Nicky Morgan (dal 15/07/2014)         | Conservatore        |
| Donne (dal 09/04/2014 al 15/07/2014)                                  |          |          | Nicky Morgan                          | Conservatore        |
| Uguaglianze (dal 09/04/2014 al 15/07/2014)                            |          |          | Sajid Javid                           | Conservatore        |
| Cultura, Giochi olimpici, media e sport                               |          |          | Jeremy Hunt (fino al 04/09/2012)      | Conservatore        |
| Cultura, Giochi olimpici, media e sport                               |          |          | Maria Miller (fino al 09/04/2014)     | Conservatore        |
| Cultura, Giochi olimpici, media e sport                               |          |          | Sajid Javid                           | Conservatore        |
| Tesoro                                                                |          |          | David Laws (fino al 29/05/2010)       | Liberal Democratico |
| Tesoro                                                                |          |          | Danny Alexander                       | Liberal Democratico |
| Leader della Camera dei lord                                          |          |          | Thomas Galbraith (fino al 07/01/2013) | Conservatore        |
| Leader della Camera dei lord                                          |          |          | Jonathan Hill (fino al 15/07/2014)    | Conservatore        |
| Leader della Camera dei lord                                          |          |          | Tina Stowell                          | Conservatore        |
| Cancelliere del Ducato di Lancaster                                   |          |          | Thomas Galbraith (fino al 07/01/2013) | Conservatore        |
| Cancelliere del Ducato di Lancaster                                   |          |          | Jonathan Hill (fino al 15/07/2014)    | Conservatore        |
| Cancelliere del Ducato di Lancaster                                   |          |          | Oliver Letwin                         | Conservatore        |
| Ministro senza portafoglio                                            |          |          | Sayeeda Warsi (fino al 04/09/2012)    | Conservatore        |
| Lord custode del sigillo privato                                      |          |          | George Young (fino al 04/09/2012)     | Conservatore        |
| Lord custode del sigillo privato                                      |          |          | Andrew Lansley (fino al 15/07/2014)   | Conservatore        |
| Lord custode del sigillo privato                                      |          |          | Tina Stowell                          | Conservatore        |
| Leader della Camera dei comuni                                        |          |          | George Young (fino al 04/09/2012)     | Conservatore        |
| Leader della Camera dei comuni                                        |          |          | Andrew Lansley (fino al 15/07/2014)   | Conservatore        |
| Leader della Camera dei comuni                                        |          |          | William Hague                         | Conservatore        |